# Cosmophyga monasticaria
Cosmophyga monasticaria är en fjärilsart som beskrevs av Charles Oberthür 1911. Cosmophyga monasticaria ingår i släktet Cosmophyga och familjen mätare. Inga underarter finns listade i Catalogue of Life.